# Curunta
Curunta (em hitita: Kurunta; século III a.C.) foi um dos soberanos hititas, segundo filho de Muatal II e irmão de Uri-Tessub.

## Histórico
Os fatos ocorridos que levaram Curunta a reclamar o trono não são plenamente conhecidos e algumas hipóteses são levantadas, como a que leva em conta uma reação às reformas religiosas levadas a termo por Tudália IV, que introduzira na capital vários deuses estrangeiros. Graças a isto, teria Curunta encontrado motivo e apoio a suas reivindicações e conquistado a capital, em 1 228 a.C.. As evidência do Golpe de estado resultando no cerco do trono por Curunta consiste principalmente de bulas encontradas em Hatusa que trazem a inscrição "Curunta, Grande rei, Labarna, Meu sol", por si estas bulas não são provas mas sugere-se que ele clamava um título que não lhe foi dado. Há, no entanto, a evidência da destruição de Hatusa - principalmente ao longo dos muros e na área do templo - subsequentemente reformada como parte de um programa de construções e reformas dirigidas por Tudália.
Curunta teria, assim, obtido sucesso sobre seu adversário, no controle do reino. Se isto ocorreu, entretanto, foi defenestrado do poder por Arnuanda III, filho de Tudália - sendo que em todos os casos as reformas deste foram abandonadas e os templos erguidos na Cidade Superior passaram, então, a ter uso secular.
Peter Neve e Otten sustentam que a destruição da Cidade Superior, verificada durante o reinado de Tudália, é evidência que comprova a tomada de poder por Curunta, embora Neve ateste que o rei retomara o trono, reconstruindo a cidade.